# Grete Baldauf-Würkert
Grete Baldauf-Würkert (* 24. Februar 1878 in Sorgau; † 17. Dezember 1962) war eine deutsche Heimatschriftstellerin aus dem Erzgebirge, die sich als Dichterin aus dem Flöhatal einen Namen machte.
Grete Baldauf-Würkert wurde vor allem durch ihren historischen Liebesroman aus dem Erzgebirge Das Höhlenmärchen bekannt, dessen Manuskript sie im fortgeschrittenen Alter von 65 Jahren den Erzgebirgischen Heimatblättern zum Abdruck zur Verfügung stellte. Von der Nr. 33 (15. August 1943) bis zur Nr. 49 (5. Dezember 1943) erschienen in Buchholz die 17 Folgen ihres Romans. Bereits zuvor war sie mit einigen anderen Heimatromanen an die Öffentlichkeit getreten.
1996 erschien eine Sammlung ihrer Werke.

## Werke
- Geschichten, Skizzen, Gedichte und Lieder, Sachsenbuch, Leipzig 1996, ISBN 3-910148-96-4